# Pittura etrusca

La tomba dei Leopardi, a Tarquinia.

La pittura etrusca rappresenta una delle manifestazioni più elevate dell'arte e della civiltà etrusca. Comprende le decorazioni funerarie all'interno delle tombe e le decorazioni pittoriche su lastre fittili destinate a edifici pubblici e privati. Si sviluppa nel corso di diversi secoli, dall'VIII al II secolo a.C., seguendo lo sviluppo della pittura greca dalla quale deriva tecnica e soggetti, attraverso la ceramica dipinta di importazione e la presenza di artigiani stranieri sul territorio. Grazie a ritrovamenti relativi soprattutto alla pittura funeraria, la pittura etrusca costituisce oggi uno dei più importanti patrimoni pittorici dell'umanità relativo all'antichità.

## Gli affreschi etruschi
La tecnica pittorica maggiormente impiegata presso gli etruschi era l'affresco di cui conserviamo notevolissimi esempi nelle necropoli. Questa tecnica consiste nel dipingere su intonaco fresco il soggetto scelto, in modo che, quando l'intonaco si asciuga, il dipinto, a seguito di reazione chimica, diviene parte integrante del supporto resistendo per molti anni (questo spiega perché la quasi totalità delle espressioni figurative etrusche e romane fino ad oggi ritrovate siano affreschi). Si impiegavano colori minerali e pennelli di setola animale.
La pietra calcarea di Tarquinia si presentava particolarmente adatta alla pittura ad affresco. Nei disegni preparatori, incisi sul fondo con una punta, si riscontra sia il tratto fermo e unico, tipico delle composizioni tratte da modelli preesistenti, desunti dalla pittura vascolare, sia il tratto spezzato e ripreso, indice della ricerca di una composizione nuova e quindi della presenza di un pittore di primo piano.
Gli affreschi seguono le convenzioni artistiche dell'epoca. Le fattezze facciali (il profilo, gli occhi a mandorla) e la rappresentazione degli uomini con una carnagione bruno-rossiccia e delle donne con la pelle chiara, influenzate dall'arte greca arcaica, seguono le tradizioni artistiche arrivate a partire dall'orientalizzante e provenienti dal Mar Mediterraneo orientale. Questi affreschi hanno, quindi, un valore molto limitato per una rappresentazione realistica della popolazione etrusca. Solo dalla fine del IV secolo a.C. si iniziano a incontrare indizi di ritratti fisiognomici nell'arte etrusca.

## Periodizzazione

### Orientalizzante

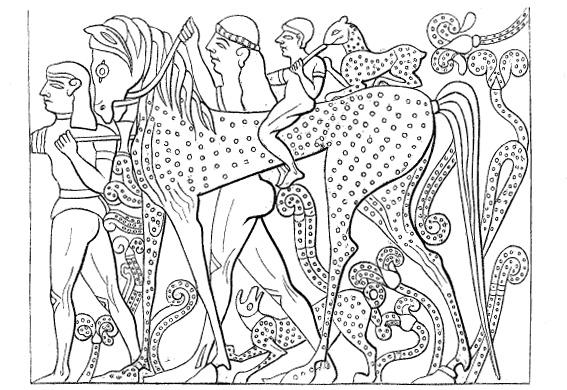
Tomba Campana di Veio, disegno tratto da uno dei pannelli della parete di fondo della prima stanza, fascia superiore a destra della porta.

Le tombe etrusche erano legate alla concezione del sepolcro come abitazione del defunto; la decorazione riguardava prevalentemente l'atrio centrale, mentre le celle funerarie ne erano frequentemente prive. Come la stessa struttura della tomba, anche la decorazione interna poteva imitare le strutture abitative, se ne ha testimonianza a Caere fin dal VII secolo a.C., ma non si tratta di una tipologia uniformemente accettata; a Tarquinia in periodo orientalizzante sono attestate decorazioni dipinte che rimandano al rituale della prothesis, mentre i riferimenti alle abitazioni vengono introdotti solo nel IV secolo a.C. Tra le più antiche tombe dipinte vi è la tomba delle Anatre a Veio, databile al secondo quarto del VII secolo a.C.: una sfilata di uccelli dipinti in rosso e nero su fondo giallo costituisce il fregio che sovrasta lo zoccolo rosso lungo la parete di fondo della camera funeraria. Il colore è applicato direttamente sulla parete, in assenza di fondo preparatorio e seguendo un tracciato inciso. Gli uccelli si caratterizzano per un disegno interno a rete che è tipico di una classe di vasi attribuita ad un gruppo di ceramisti cicladici attivi a Caere e a Veio, dai quali discende l'attività di Aristonothos, ma non è generalizzabile l'appartenenza di ceramografi e pittori di tombe ad uno stesso ambito artigianale, essendo possibile assimilare questi ultimi ai decoratori delle case dei principi etruschi, delle quali come si è detto si riprendono i temi all'interno dei sepolcri, insieme a motivi geometrici, fitomorfi, animalistici o a scene più complesse. La tomba dei Leoni dipinti e degli Animali dipinti, entrambe a Caere, sono per quest'epoca le più elaborate dal punto di vista figurativo, databili all'orientalizzante medio, ma leggibili solo attraverso riproduzioni dell'inizio del XX secolo a causa di una progressiva evanescenza del pigmento. La Tomba Campana di Veio è un noto esempio di orientalizzante recente: la parete di fondo della prima camera funeraria, tra elementi geometrici e fitomorfi, presenta quattro pannelli figurati con uomini a piedi, cavalieri e animali reali e fantastici.

### Arcaico

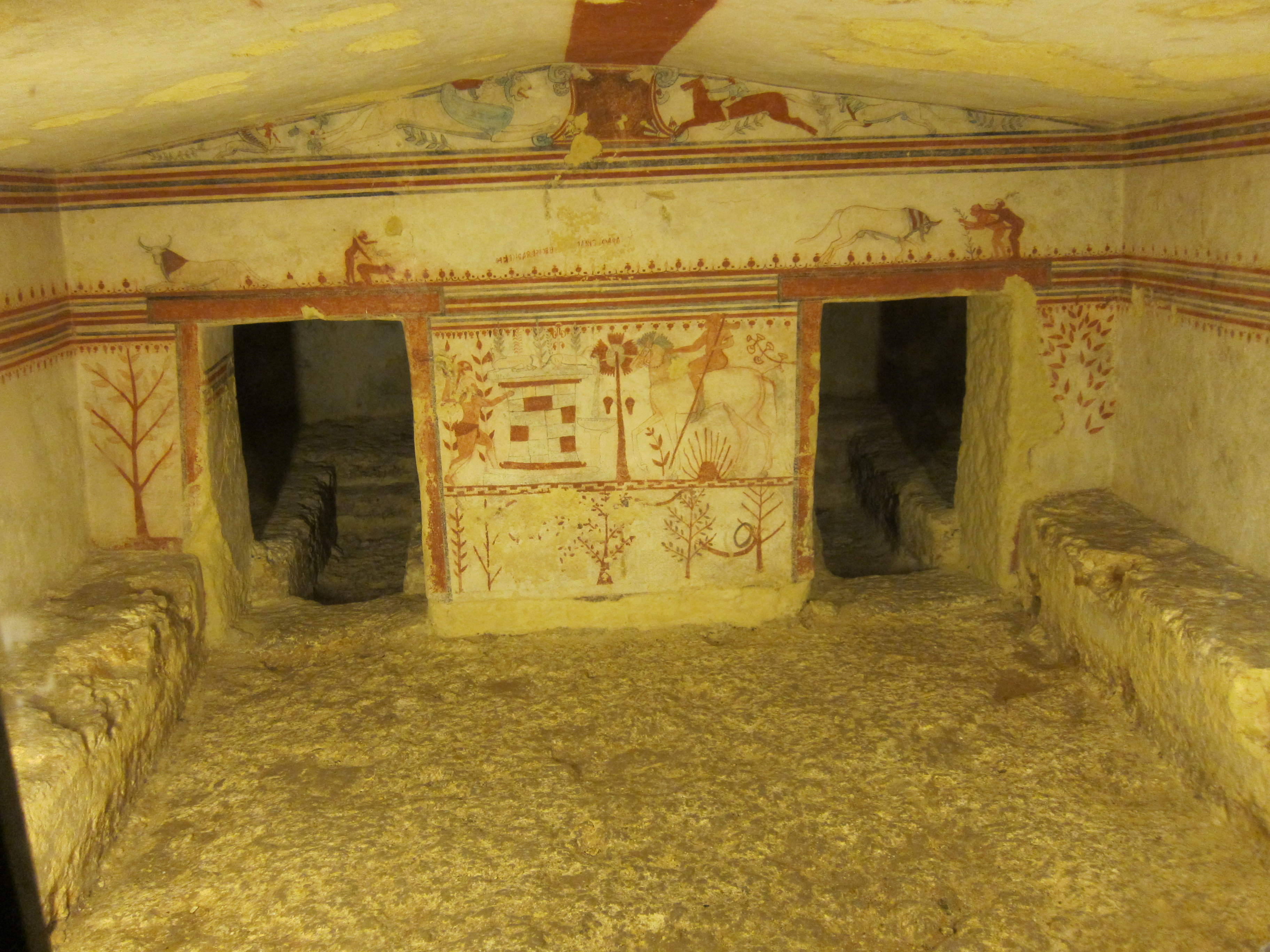
Tomba dei tori, atrio.

I precedenti della grande pittura tarquiniese di fase tardo arcaica sono da rintracciarsi a Caere nella pittura su lastre in terracotta, destinate a rivestire le pareti di edifici pubblici e privati, formando fregi continui costituiti dall'affiancarsi di lastre verticali. Lo stile delle lastre di terracotta dipinta rinvenute a Caere (lastre della Gorgone, lastre Campana e lastre Boccanera), le rivela quali prodotti di maestranze più vicine alla decorazione architettonica che alla contemporanea ceramografia: le lastre della Gorgone, databili al 570-560 a.C., riprendono nella cornice i temi (banchetti e sfilate di cavalieri) già presenti nelle coeve lastre architettoniche. Le lastre Boccanera, di provenienza funeraria e che ricordano e le lastre fittili magnogreche trovate a Locri e a Ruvo di Puglia, sono di poco più recenti e risentono della nuova ondata di ionismo che investe in questi anni i centri etruschi economicamente più attivi.
A Tarquinia la tomba delle Pantere, dell'inizio del VI secolo a.C., nell'impostazione araldica e corinzieggiante degli animali realizzati a linea di contorno con pigmento rosso e nero, sembra richiamare la coroplastica architettonica almeno quanto la ceramica etrusco-corinzia.
Se nella prima metà del VI secolo a.C. la decorazione pittorica funeraria a Tarquinia riguardava il frontone sulla parete d'ingresso e la parete di fondo, verso la metà del secolo si diffonde l'uso di dipingere le pareti con un largo fregio figurato determinando il nuovo indirizzo segnato dalle tombe degli Auguri, dei Giocolieri e delle Olimpiadi, realizzazioni attribuite ad un'unica scuola greco-orientale o greco-ionica, non estranea alla contemporanea ondata di ionismo che investì Tarquinia a partire dalla battaglia di Alalia. Ad un maestro differente occorre invece attribuire un'altra opera che si pone ugualmente all'origine della grande pittura funeraria tarquiniese, ossia la tomba delle Leonesse. La tomba dei Tori (540 a.C.), nella quale taluni studiosi hanno visto una particolare vicinanza allo stile dei vasi pontici (Giuliano 1969, Cristofani, 1978) è ancora legata alla decorazione limitata ai frontoni e alla parete di fondo dell'atrio, ma presenta su quest'ultima l'unica scena tarquiniese di ambito mitologico anteriore al IV secolo a.C., l'agguato di Achille a Troilo, ampiamente diffusa in ambito ceramografico.
Un'ulteriore matrice stilistica, sempre di ambito greco-orientale, è rintracciabile nella tomba della Caccia e della Pesca, datata 530-510 a.C. e caratterizzata da un forte segno nero di contorno e da colori piatti, che ricorda lo stile tipico dei piccoli maestri ionici per la preponderante importanza della natura rispetto all'elemento umano. A fine secolo si pone anche l'autore di origine clazomenia della tomba del Barone (510-500 a.C.), un capolavoro di composizione dal cromatismo austero, realizzato senza intonaco preparatorio, che influenzerà tutta la successiva produzione della bottega della tomba degli Auguri.
Si delinea dunque l'esistenza di diverse botteghe, portatrici di formazioni differenti e operanti contemporaneamente nell'ambito tarquiniese tardo arcaico, forse richiamate dalla fervente attività dell'emporio di Gravisca.

### V secolo a.C.

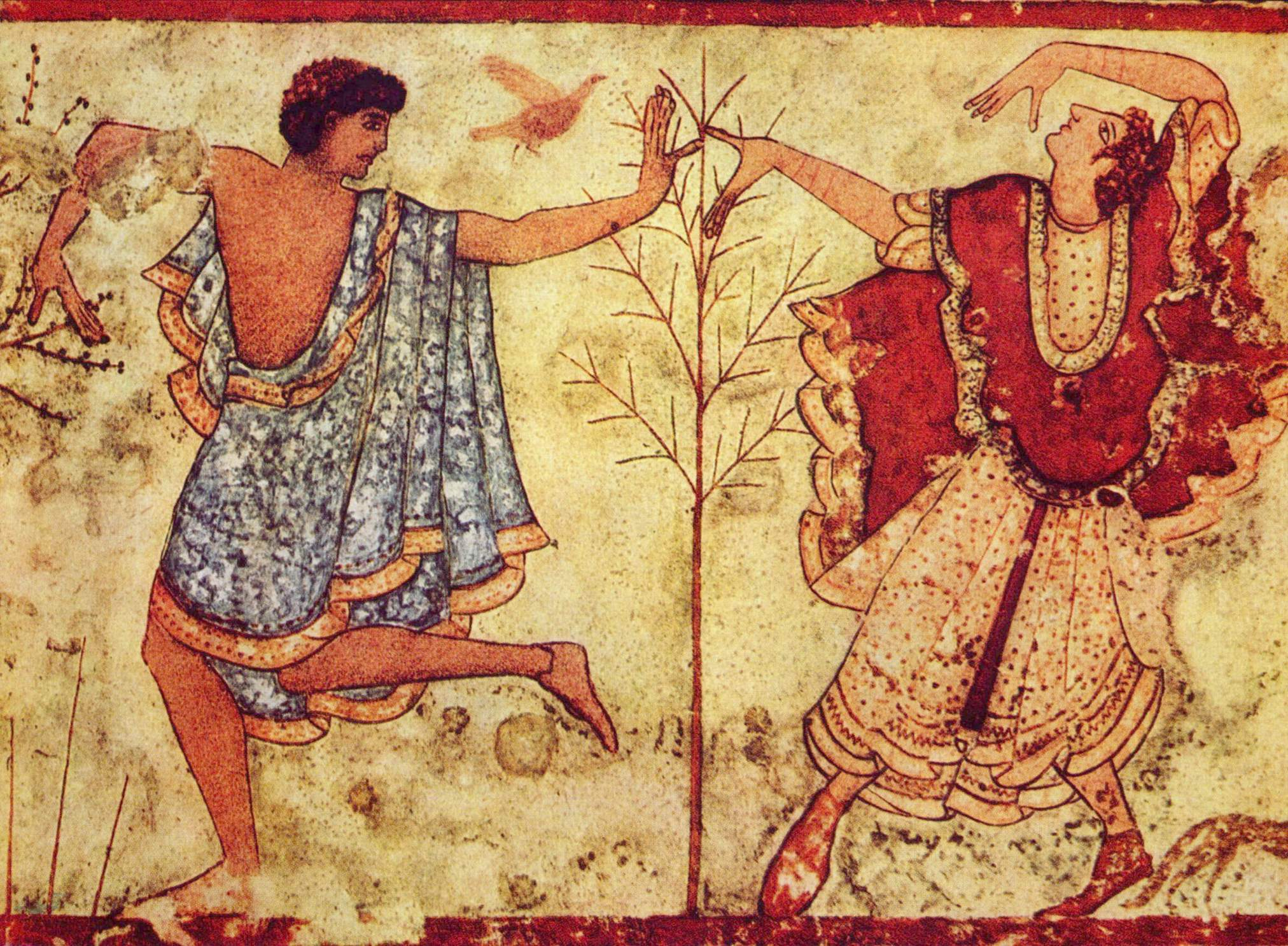
Necropoli dei Monterozzi, tomba del Triclinio.

A Tarquinia gli elementi interessanti per il V secolo a.C. non sono molti; verso il 490 a.C. il pittore della tomba delle Bighe, di formazione ionica, fissò l'iconografia del banchetto, tema collegato alla società oligarchica che sceglieva di restringere il campo delle tematiche in una direzione non più ostentatoria, ma dotata di maggiore intento politico nell'esigenza di stabilire un collegamento ideologico con la società della quale si accingeva a prendere il posto. L'ideologia simposiaca viene a sostituire le scene legate ai giochi e alle feste rituali più diffuse in epoca precedente, nel momento in cui lo stesso simposio perdeva l'importanza sociale che aveva avuto in passato. Il pittore della tomba delle Bighe dimostra la propria perizia nel disegno dei corpi, assimilabili a quelli presenti sulle ceramiche ateniesi della grande fase delle prime figure rosse. Il disegno preparatorio inciso sulla calce fu eseguito a mano e i colori non vennero impiegati puri, ma in mescolanze che permettevano il raggiungimento dei mezzi toni. Ai decenni seguenti (secondo quarto del V secolo a.C.) si datano la tomba del Triclinio, del Letto funebre e la tomba della Scrofa nera, altre opere di grande sapienza compositiva e cromatica, che restano all'interno della tradizione tardo arcaica, pur recependo spunti protoclassici.
Dopo il periodo di "chiusura", alla fine del secolo novità tematiche compaiono nella tomba del Gorgoneion, nella tomba dei Pigmei e nella tomba dei Demoni azzurri.

### IV secolo a.C.

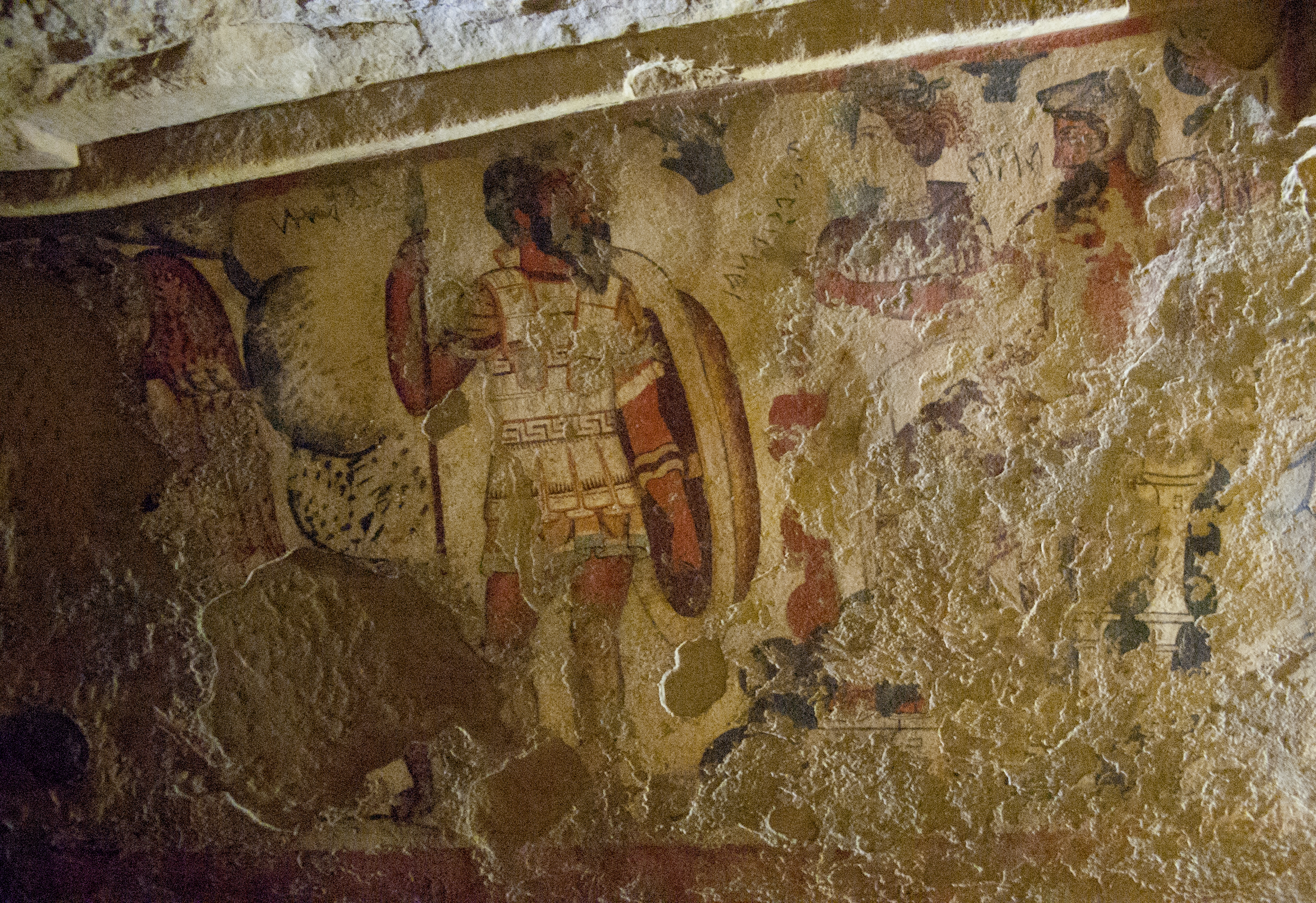
Tomba dell'Orco II, Tarquinia.

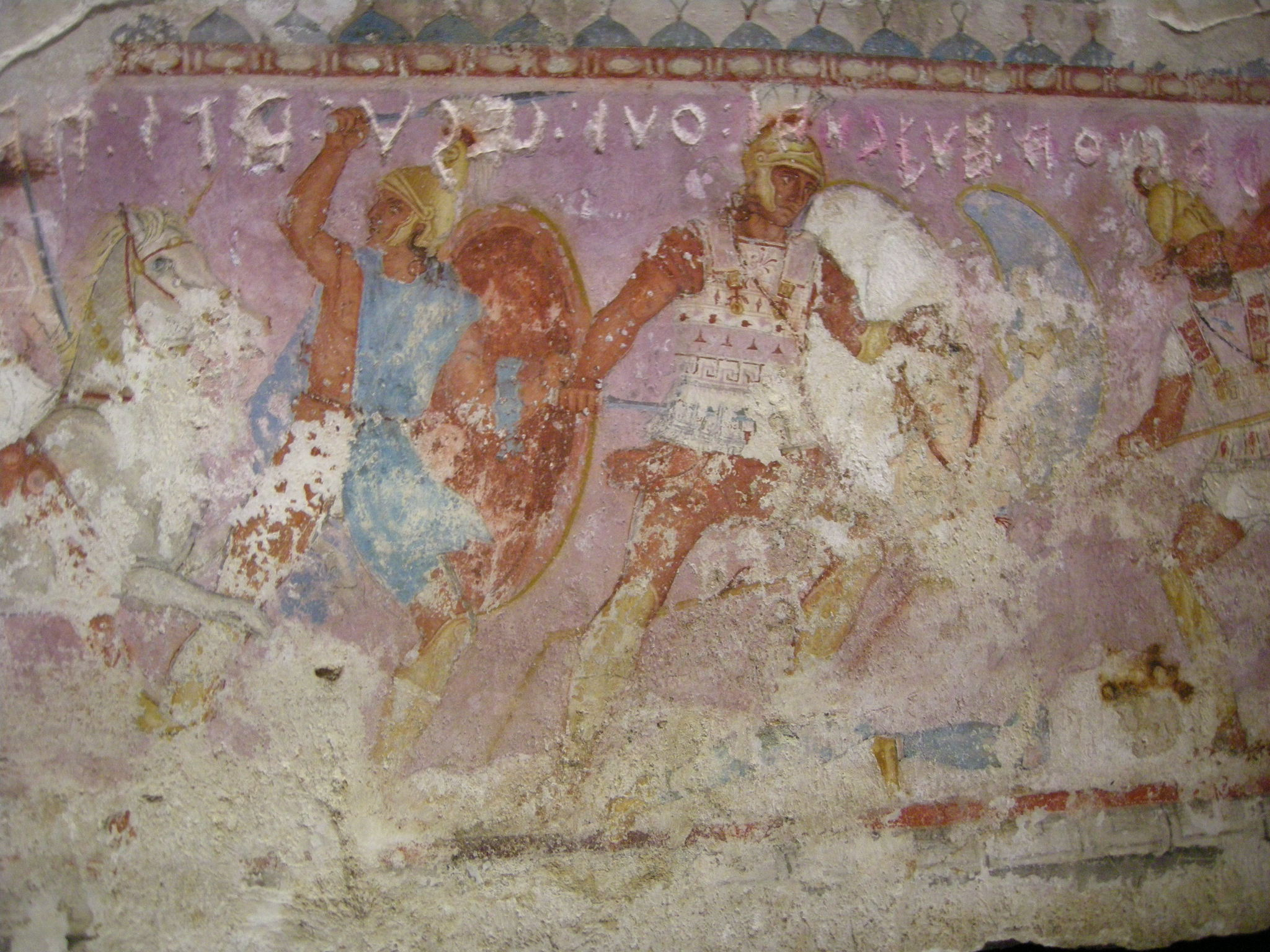
Sarcofago delle amazzoni.

Nella tomba dell'Orco, risultato dell'unione di due camere funerarie decorate nella prima metà del IV secolo a.C., si evidenzia l'avvenuta acquisizione di tecniche pittoriche sviluppatesi in ambito ellenico. La tomba dell'Orco I, caratterizzata dal tratto sottile e dai rari chiaroscuri a tratteggio, di soggetto simposiaco, è datata intorno al 400 a.C. e attribuita ad artista di formazione attica o magnogreca, il cui stile sembra collegato alla ceramica falisca di prima generazione. La scena di banchetto dipinta sulla parete di fondo, che si svolge nel mondo ultraterreno, recava, in modo sconosciuto in epoca arcaica, iscrizioni con i nomi e le lodi dei personaggi rappresentati. La tomba dell'Orco II, più grande e datata intorno al 350 a.C., è più vicina alle nuove tecniche dello sfumato e del tratteggio, benché mediate dalla Magna Grecia; il soggetto è più direttamente funerario, con la rappresentazione degli inferi, e manifestamente allegorico nella celebrazione della famiglia committente attraverso il mito. Questa tomba si distacca dalle contemporanee tarquiniesi per l'eccellenza della committenza e per la complessità del ciclo pittorico; ad essa si ispirarono probabilmente i cicli pittorici della tomba François a Vulci e delle tombe Golini di Orvieto, esemplari ugualmente isolati.
La tomba François, datata al 340 a.C. circa, è l'unico esemplare che può eguagliare l'altezza qualitativa delle tombe tarquiniesi. La scena con il sacrificio dei prigionieri troiani dinanzi al sepolcro di Patroclo deriva da un modello greco al quale il pittore etrusco ha aggiunto alcune figure appartenenti alla cultura locale trattandole, a differenza delle altre, con uno stile meno evoluto, fatto di contorno nero e colore piatto al quale unisce nei volti tratteggio e lumeggiature quali tecniche solo parzialmente comprese.
Lo stile pittorico della tomba François è vicino a quello della tomba dell'Orco II ed entrambe sono assimilabili allo stile ornato della ceramica apula e del Pittore di Dario in particolare.
Alla metà del secolo (340 a.C. circa) si data anche la tomba degli Scudi di Tarquinia, così chiamata perché decorata con 14 scudi dipinti, inframmezzati dai nomi di personaggi appartenuti alla famiglia. La famiglia per la quale fu costruita la tomba era rappresentata a banchetto mentre il capostipite era presente anche in una scena di processione magistratuale, con l'esibizione dei simboli del potere, che lo accompagnava nell'aldilà. Lo stile è disegnativo, basato su una linea di contorno funzionale e plastica e su colori piani con scarse ombreggiature, limitate ai volti; il modello è campano, per una ricezione documentata negli stessi anni anche dal sarcofago delle Amazzoni.

### Età ellenistica
I cicli pittorici complessi scompaiono con il primo ellenismo. Appartiene già a questa fase di semplificazione simbolica la tarquiniese tomba Giglioli che recepisce nei rialzi di luce la tradizione della pittura greca tardo-classica. Il tema dell'esposizione delle armi e delle insegne è un motivo antico ripreso anche nelle contemporanee tombe macedoni.
La tomba dei Festoni, all'inizio del III secolo a.C., presenta due stili pittorici differenti utilizzati in base al tipo di rappresentazione. Il soffitto è decorato con lacunari a fondo blu all'interno dei quali putti, girali e animali fantastici sono rappresentati con una pittura a macchia che ricorda quella della ceramica West Slope, della ceramica di Gnathia e delle pitture pompeiane; i demoni rappresentati sulla parete di ingresso sono invece dipinti con una tecnica classica, a chiaroscuro.
A Tarquinia i soggetti delle decorazioni pittoriche si riferiscono in questa età ormai esclusivamente al mondo ultraterreno. La tomba del Tifone, del terzo quarto del III secolo a.C., prosegue la grande tradizione della pittura tarquiniese tardo - classica. Il nome deriva dai due giganti che sul pilastro centrale reggono la volta. Vi si trova nel corteo magistratuale la disposizione delle figure, alcune rappresentate frontalmente, a livelli diversi e parzialmente sovrapposti: si tratta di un tipo di rappresentazione che si ritrova nelle urne volterrane del I secolo a.C. e nella pittura pompeiana per continuità di tradizione. Allineata ai bassorilievi dei sarcofagi è anche la contemporanea tomba del Cardinale, dove la tecnica pittorica è ancora quella a macchia che si era affermata nella tomba dei Festoni.

## Elenco delle necropoli che conservano tombe affrescate
- la necropoli dei Monterozzi di Tarquinia, con più di 100 tombe affrescate;
- la necropoli della Banditaccia di Cerveteri, con più di 10 tombe affrescate;
- la necropoli di Chiusi;
- la necropoli di Vulci (tomba François);
- la necropoli di Sarteano (Tomba della quadriga infernale);
- la necropoli di Veio (tomba delle Anatre);
- Orvieto;
- Tuscania;
- Populonia;
- San Giuliano;
- Magliano in Toscana;
- Orte;
- Blera;
- Bomarzo;
- Ansedonia;
- Santo Stefano